# كوري لونش
كوري لونش (بالإنجليزية: Corey Lynch)‏ هو لاعب كرة قدم أمريكية أمريكي، ولد في 7 مايو 1985 في كيب كورال في الولايات المتحدة.

## وصلات خارجية
- كوري لونش على موقع مرجع كرة القدم المحترفة.كوم (الإنجليزية)